# Quit India

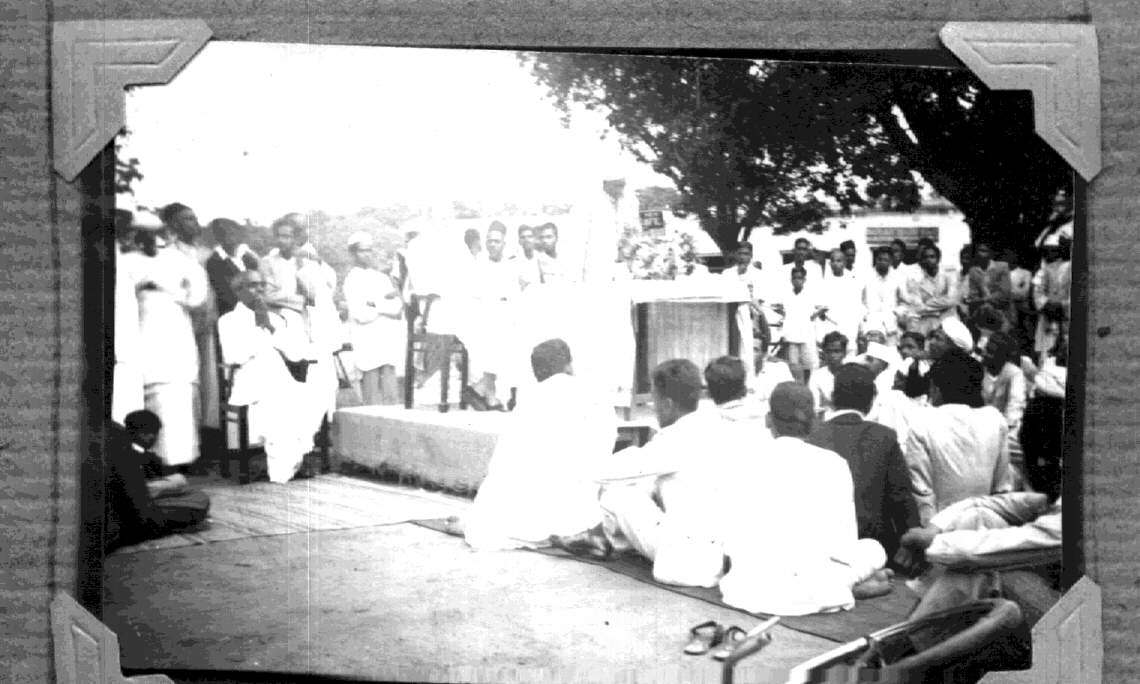
Lecture publique dans le quartier de Basavanagudi à Bangalore, avec en arrière-plan Charles Freer Andrews.

Le mouvement Quit India (littéralement « quittez l'Inde » ou en hindi : Bharat chodo) était un appel pour une indépendance immédiate de l'Inde, émis par Gandhi le 8 août 1942.

## Histoire
Le 14 juillet 1942, le Parti du Congrès national indien rédigea une ébauche de résolution, exigeant l'indépendance complète de l'Inde par rapport au Royaume-Uni. Le document proposait que, si les Britanniques n'accédaient pas à ces exigences, une campagne de désobéissance civile massive soit lancée.

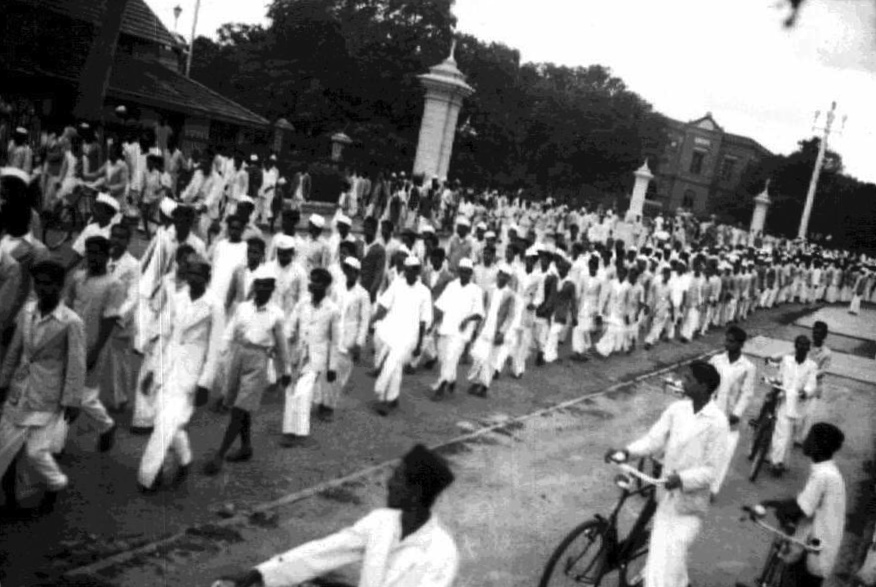
Une marche à Bangalore.

Le 8 août, la résolution était votée. Au Gowalia Tank à Bombay, Gandhi invita les Indiens à mener une désobéissance civile non-violente, à agir comme s'ils appartenaient à une nation indépendante et ne plus suivre les ordres des Britanniques. Des milliers de personnes, partout dans le pays, répondirent à cet appel.

Une autre marche à Bangalore.

Les Britanniques réagirent le jour suivant, par les emprisonnements de Gandhi, de Jawaharlal Nehru, ainsi que d'autres responsables du Parti du Congrès, parti qui fut interdit. Cette répression, loin de calmer les esprits, ne fit qu'engendrer des protestations et les manifestations à grande échelle à travers tout le pays. Les ouvriers s'absentèrent en masse de leur lieu de travail et il s'ensuivit de nombreux appels à la grève. Cependant, toutes les manifestations ne furent pas pacifiques. Des bombes éclatèrent, des bâtiments gouvernementaux furent incendiés, l'électricité fut coupée, des lignes de téléphones et des voies de transport sabotées.

Piquet de grève devant l'école de médecine de Bangalore

Les Britanniques répondirent aussitôt par des arrestations en masse. Un total de 91 836 personnes[réf. souhaitée] furent emprisonnées dans tout le pays qui connut une violente répression. Un grand nombre de responsables politiques d'importance nationale prirent alors la clandestinité, continuant à lutter en diffusant des messages par radio, en distribuant tracts et brochures et en constituant des gouvernements parallèles. Une partie des dirigeants du Congrès se limita à des actions peu gênantes pour les Britanniques, contre une promesse d'indépendance à la fin de la guerre.
Muhammad Ali Jinnah, le chef de la Ligue musulmane, père fondateur et futur éphémère chef d'État du Pakistan, refusa de s'associer au mouvement malgré l'intérêt et la sympathie qu'il suscita parmi quelques-uns de ses proches lieutenants, comme Mirza Abol Hassan Ispahani (en), le râja de Mahmudabad, Huhdary Khaliq-Uz-Zaman et le nawab Mohammed Ismail (en) de Mîrath qui souhaitaient un front uni avec le Parti du Congrès. Cette non-participation fut, tout compte fait, très bénéfique à la Ligue musulmane, la grande majorité des cadres hindous étant emprisonnés et refusant de toute manière de participer à l'effort de guerre britannique, le parti de Jinnah profita d'une bonne image auprès des autorités coloniales, ce qui lui permit de faire avancer sa revendication d'un État séparé.
La Congress Radio (en), une radio clandestine, opéra entre le 20 août 1942 et fin décembre durant le mouvement Quit India et avait pour concepteurs Ram Manohar Lohia, Achyut Patwardhan (en), Usha Mehta (en) et Purshottam Trikamdas,.